# Doris Lerche

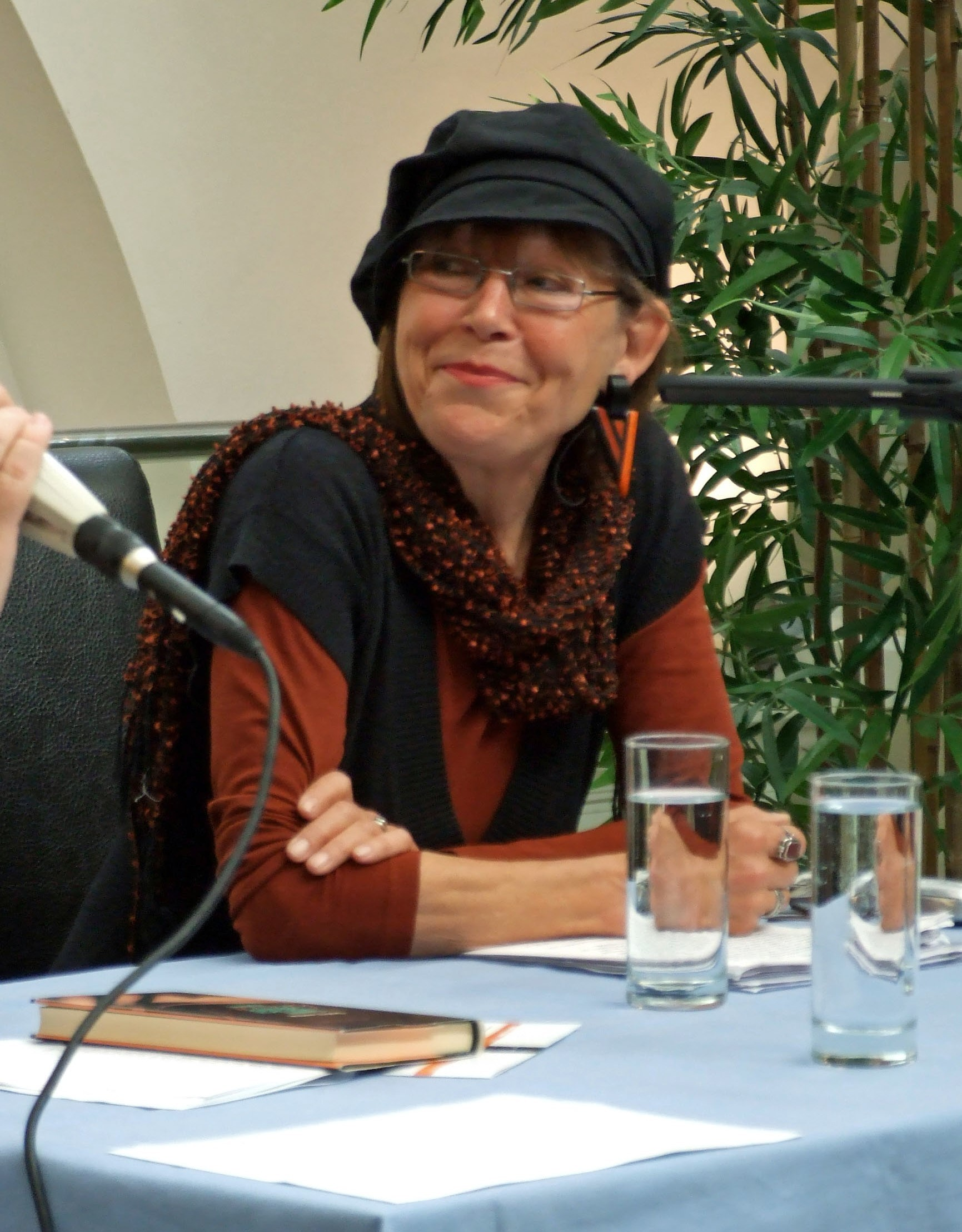
Doris Lerche 2009

Doris Lerche (* 1945) aufgewachsen in Münster, ist eine deutsche Cartoonistin, Schriftstellerin und Performerin.

## Leben
Nach Sprachstudien in London und Paris studierte Doris Lerche Grafikdesign, Kunstpädagogik und Psychologie. Sie unternahm lange Reisen nach Afghanistan, Indien, Iran und Pakistan.
In Frankfurt am Main, in der Kellerkneipe Uhlandstraße 21, gründete sie mit ihrem damaligen Lebensgefährten Peter Zingler und anderen 1985 die Romanfabrik, die seit Oktober 1999 in der Hanauer Landstraße residiert. Seit 1976 lebt und arbeitet Doris Lerche in Frankfurt am Main.

## Auszeichnungen
- 2015: Renate-Chotjewitz-Häfner-Förderpreis

## Werke
Cartoons:
- Hauptsache gesund! (1994)
- Wenn Männer Falten kriegen (1993)
- Hauptsache verliebt! (1991)
- Erotisches Daumenkino (1988)
- Ich mach's dir mexikanisch (1986)
- Keiner versteht mich! (1984)
- Kinder brauchen Liebe! (1982)
- Du streichelst mich nie! (1980)

Kinderbücher:
- Katzenkind (1983)
- Nix will schlafen (1982)

Erzählungen:

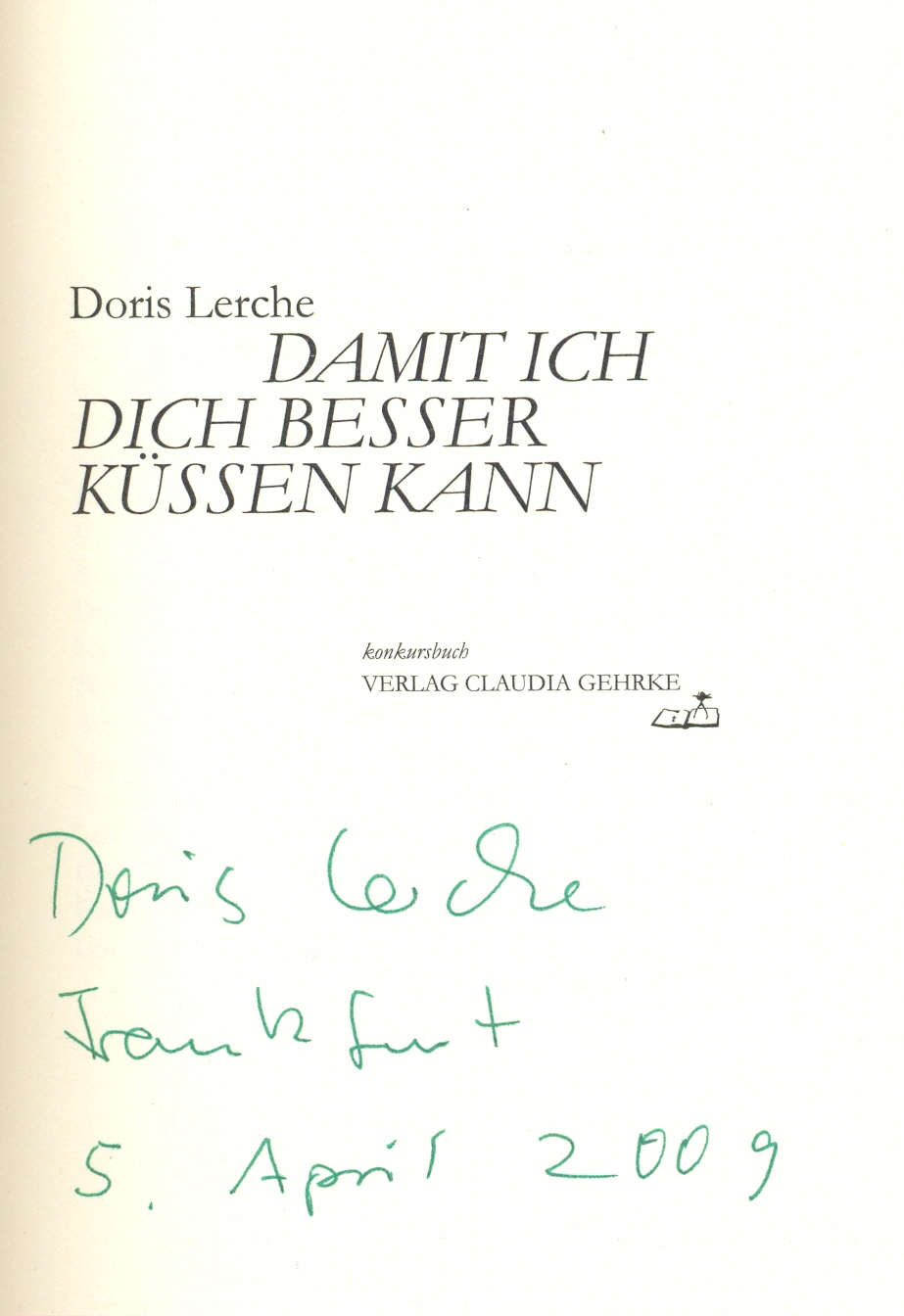
Autograph

- Damit ich dich besser küssen kann (2008)
- Verführe mich – Erotische Grotesken (2003)
- 19 Gründe, warum ein Mann mit einer Frau schläft (2001)
- 21 Gründe, warum eine Frau mit einem Mann schläft. Reihe: Die Frau in der Gesellschaft, Fischer Taschenbuch Verlag, Frankfurt am Main 1993, ISBN 3-596-11450-0.
  - überarbeitete und erweiterte Neuauflage 2002
- Eine Nacht mit Valentin, Die Frau in der Gesellschaft. Fischer Taschenbuch Verlag, Frankfurt am Main 1989, ISBN 3-596-24743-8.
- Erdbeermund (1986)
- Die Unschuld verlieren (1984)

Romane:
- Sich zu nähern ist gefährlich (2001)
- Frau Franz packt aus (1999)
- Frau Franz gibt Gas (1997)
- Wo ist Romeo? (1997)
- Der Lover – von Männern, Mord und Müsli (1991)